# Mogtédo
Mogtédo  là một tổng thuộc  Ganzourgou (tỉnh) ở tây trung bộ Burkina Faso. Thủ phủ là thị xã Mogtédo. Theo điều tra dân số năm 1996, tổng này có tổng dân số 44.668 người..

## Các thị xã và làng xã
- Thị xã Mogtédo	(15 076 dân) (thủ phủ)
- Bomboré	(8 657 dân)
- Gadghin	(301 dân)
- Nobsin	(1 998 dân)
- Rapadama	(12 647 dân)
- Toéssin	(1 498 dân)